# Stemhebbende palatale laterale fricatief
De stemhebbende palatale laterale fricatief is een medeklinker die voorkomt in enkele gesproken talen. Het is een vrij zeldzame klank. Hij komt onder andere voor in het Dahalo en Hadza.
De klank kent geen officieel symbool in het Internationaal Fonetisch Alfabet, maar in extIPA wordt het symbool <𝼆̬> gebruikt.
Deze pagina bevat fonetische informatie in het IPA, die in sommige browsers mogelijk niet correct wordt weergegeven.
Waar symbolen in paren voorkomen, vertegenwoordigt het rechter teken een stemhebbende medeklinker. Gearceerde gebieden bevatten medeklinkers die worden beschouwd als onuitspreekbaar.
Zie ook: IPA, Klinkers